# Mikhael IV
Mikhael IV xứ Paphlagonia (tiếng Hy Lạp: Μιχαὴλ (Δ´) ὁ Παφλαγών, Mikhaēl ho Paphlagōn; 1010 – 10 tháng 12, 1041) là Hoàng đế Đông La Mã từ ngày 11 tháng 4 năm 1034 cho tới khi mất vào ngày 10 tháng 12 năm 1041. Chính Hoàng hậu Zoë, con gái của cố Hoàng đế Konstantinos VIII và là vợ của Romanos III Argyros đã đưa ông lên ngôi báu.

## Thân thế và sự nghiệp
Mikhael xuất thân từ một gia đình nông dân miền Paphlagonia, một trong số đó là parakoimomenos Ioannes Orphanotrophos, đã từng làm chủ tọa khu nữ nhân tại hoàng cung. Ioannes bèn đưa mấy người em trai vào triều tìm kiếm công danh sự nghiệp và hoàng hậu Zoë đã say đắm đứa út tên là Mikhael, ít lâu sau ông trở thành quan thị vệ vào năm 1033. Trước khi thăng quan tiến chức, Mikhael lúc đầu chỉ là một người làm nghề đổi tiền, nhưng người ta tin rằng ông cũng là một thợ rèn chui chuyên đúc tiền giả.
Cả hai đã sớm trở thành nhân tình. Zoë bèn đem khoe Mikhael một cách công khai trước bàn dân thiên hạ và bàn về chuyện lập ông làm hoàng đế. Nghe được tin đồn, Romanos đã tỏ ra sốt sắng và sai người gọi Mikhael tới đối chất, nhưng ông đã vội bác bỏ những lời buộc tội trên, rồi thề thốt về sự vô tội của mình trước một số thánh tích. Sau đó, vào ngày 11 tháng 4 năm 1034, chồng của Zoë là Romanos được mọi người phát hiện chết trong phòng tắm của mình. Những lời đồn đại mau chóng lan ra khắp nơi rằng chính đôi tình nhân đã quyết định sử dụng một chất độc chậm để giết chết hoàng đế. Tuy nhiên, vì bực bội về sự phát tán chậm chạp của loại độc này mà Mikhael đã sai người bóp cổ hoặc dìm Romanos cho chết đuối. Nhằm tăng thêm trọng lượng cho những lời đồn được mọi người lan truyền chóng mặt là vào ngày Romanos III qua đời cũng chính là lúc Zoë và Mikhael tổ chức hôn lễ long trọng.
Ngày hôm sau, ngày 12 tháng 4 năm 1034, cặp đôi này đã triệu tập Thượng phụ Alexios I tới làm lễ trong buổi lễ đăng quang của tân hoàng đế. Ban đầu ông từ chối hợp tác, mãi đến khi triều đình chịu ban thưởng 50 pound vàng mới khiến ông ta đổi ý. Alexios I đã tiến hành trao vương miện cho Mikhael IV trở thành vị hoàng đế mới của người La Mã.

## Triều đại

### Đối nội

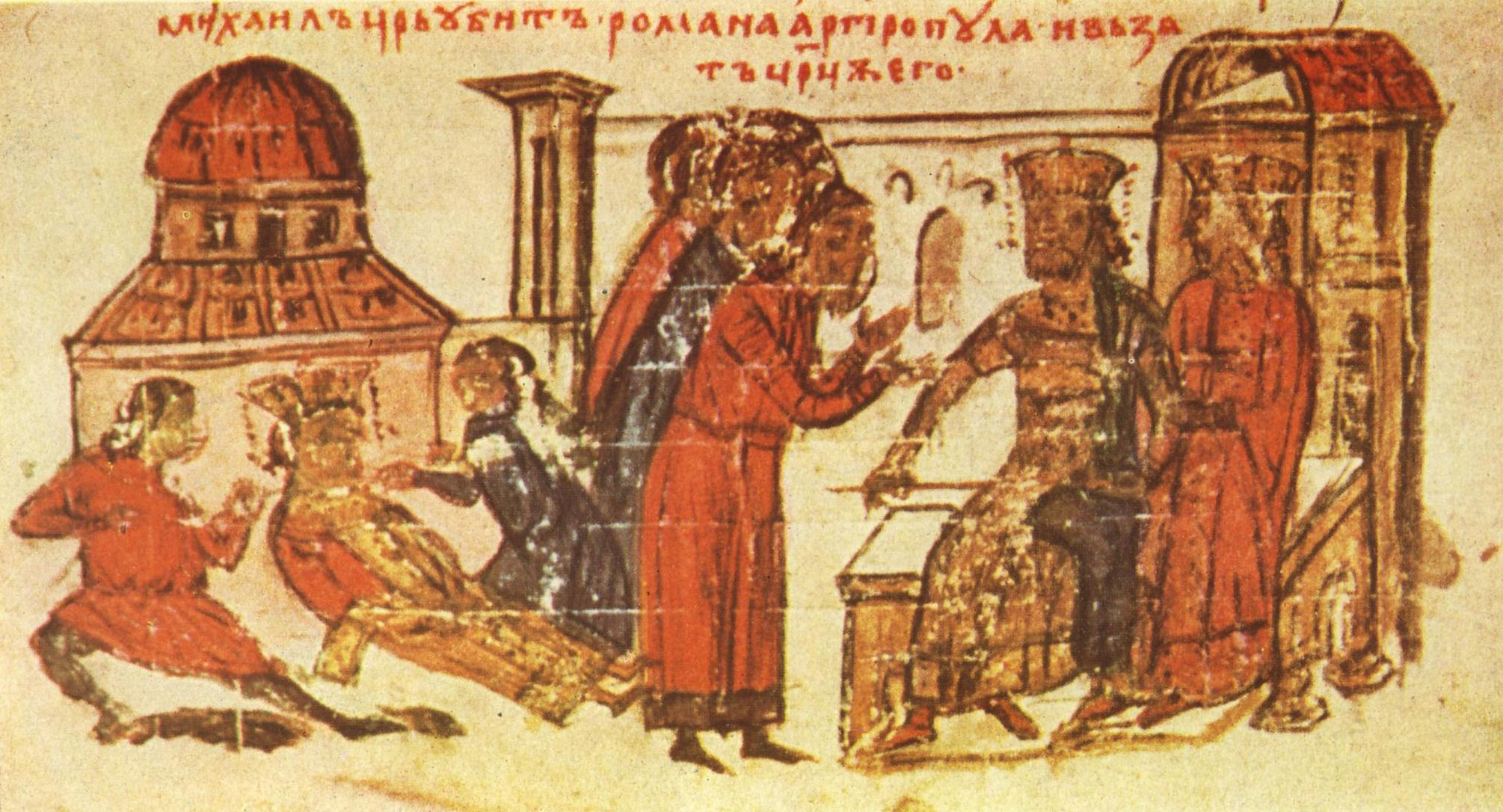
Vụ sát hại hoàng đế Romanos III Argyros theo lệnh của Mikhael IV, lấy từ quyển Biên niên sử Konstantinos Manasses

Mikhael IV khá điển trai, thông minh và hào phóng, nhưng ông không phải là người có học thức và hay bị cơn động kinh hành hạ. Điều này hàm ý rằng lúc ban đầu ông thường chịu sự phụ thuộc vào một người nào đó để cai quản chính quyền nhân danh mình, và mặc dù Zoë rất mực tin tưởng rằng Mikhael sẽ chứng tỏ bản thân là một người chồng tận tụy hơn Romanos, bà đã sai lầm một cách tai hại. Mikhael IV chỉ quan tâm đến Zoë y hệt như cách mà bà dành cho Romanos, chính vì lẽ đó mà ông cấm bà can dự chính sự. Do bối cảnh và bệnh tình như vậy, hoàng đế đã giao phó việc quốc chính vào tay hoàng đệ Ioannes, từng là một viên đại thần đầy quyền uy dưới thời Konstantinos VIII và Romanos III. Zoë bị hạn chế đi lại trong một khuê phòng nhỏ trong cung (gọi là gynaeceum) và bị canh giữ dưới sự giám sát nghiêm ngặt, trong khi sự viếng thăm của Mikhael ngày càng thưa dần.
Những cải cách quân đội và hệ thống tài chính của Ioannes đã giúp hồi sinh được một phần uy lực của đế chế, khiến nó đủ sức chống lại các lân bang thù địch. Thế nhưng việc tăng thuế đã gây ra sự bất mãn cả trong giới quý tộc và thường dân. Sự độc đoán của Ioannes trong chính quyền và những chính sách của ông, chẳng hạn như sự ra đời của loại thuế Aerikon, dẫn đến một số mưu toan bất thành chống lại ông, và được sự mở rộng của chính Mikhael. Đã xảy ra một số vụ bạo loạn của cư dân địa phương tại Antiochia, Nicopolis và Bulgaria. Bất mãn địa phương ngày càng trầm trọng hơn bởi mùa màng thất bát và nạn đói do thời tiết xấu và dịch châu chấu gây ra vào năm 1035, và khi Mikhael đã cố gắng tiến hành một biện pháp kiểm soát Aleppo, người dân địa phương đã trục xuất các thống đốc do triều đình cử tới.
Năm 1034, Mikhael hạ lệnh bắt giữ Konstantinos Dalassenos vì nghi ngờ ông này có ý đồ mưu phản, rồi bị buộc tội xúi giục nổi loạn tại Antiochia. Năm 1037, Zoë dính líu vào một âm mưu đầu độc của viên Hoạn quan Ioannes. Năm 1038, các đạo quân trú đóng ở Anatolia đã gây náo loạn nhưng mau chóng bị hoàng đệ Konstantinos dập tắt. Năm 1040, xảy ra một vụ mưu phản có liên quan tới Thượng phụ Mikhael Keroularios, xưa kia từng trở thành một tu sĩ để cứu lấy mạng mình và về sau được bầu chọn làm Thượng phụ Constantinopolis. Cuối cùng, trong cuộc nổi dậy của người Bulgaria vào năm 1040, Hoạn quan Ioannes đã buộc phải bắt giữ những kẻ chủ mưu bị nghi ngờ tại Anatolia và Constantinopolis với hy vọng sẽ tận dụng lợi thế trong tình trạng hỗn loạn. Tuy vậy, ông lại không thể bắt được strategos thành Theodosiopolis, kẻ tham gia cuộc nổi dậy và cố gắng chiếm lấy Thessaloniki.

### Đối ngoại

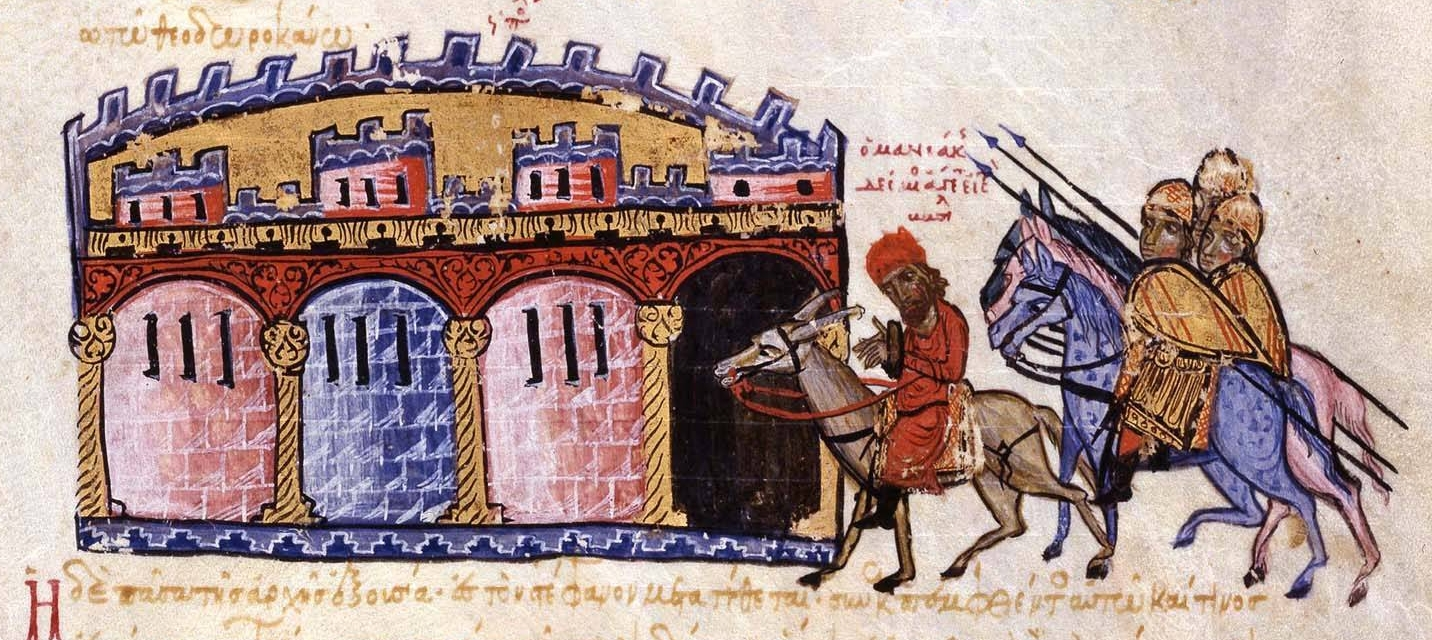
Georgios Maniakes bị bắt giải về Constantinopolis

Về vấn đề quân sự, triều đại của Mikhael bắt đầu xấu đi trông thấy. Người Ả Rập cướp phá Myra, người Serb lật đổ ách thống trị của Đông La Mã và người Pecheneg đột kích đến tận cổng thành Thessaloniki. Tuy vậy, tình hình đã sớm ổn định; vào năm 1035, ở vùng biên giới phía đông, cướp biển Ả Rập từng hoành hành ngang dọc đều bị bắt hoặc bị giết, quân Đông La Mã đã chiếm được pháo đài Berkri của người Hồi giáo bên bờ phía đông Hồ Van, trong khi pháo đài quan trọng Edessa được giải vây sau một cuộc vây hãm kéo dài và cuối cùng đã phải nhượng lại cho đế chế vào năm 1037.
Ở vùng chiến tuyến phía Tây, tại Sicilia, Mikhael và Ioannes đã ra lệnh cho tướng Georgios Maniakes phải đánh đuổi người Ả Rập ra khỏi hòn đảo này. Bắt đầu từ năm 1038, Maniakes đổ bộ vào miền Nam nước Ý và sớm chiếm được Messina. Sau đó ông bắt đầu đánh bại quân Ả Rập rải rác và tiến chiếm thị trấn ở phía Tây và phía Nam của hòn đảo, gần như thành công trong việc đẩy lui người Ả Rập ra khỏi hòn đảo này. Đến năm 1040, ông dẫn đại quân đột kích và chiếm được Siracusa. Maniakes sau đó sa vào tay quân đồng minh Lombard, đương lúc lính đánh thuê Norman của ông, vì không hài lòng với mức lương của họ, đã bỏ mặc viên tướng Đông La Mã và kích động bạo loạn trên lục địa Ý, dẫn đến kết quả là để mất tạm thời thành Bari. Maniakes sắp sửa trấn áp đám lính đánh thuê này thì bỗng nhiên bị viên Hoạn quan Ioannes triệu hồi về nước vì tình nghi ông có mưu đồ phản nghịch. Sau khi triệu hồi Maniakes hầu hết các cuộc chinh phục Sicilia đã chuốc lấy thảm bại trong suốt năm 1041, và một cuộc viễn chinh tiếp theo nhằm thảo phạt người Norman cũng hứng chịu nhiều thất bại, mặc dù quan quân Đông La Mã đã chiếm lại được Bari.

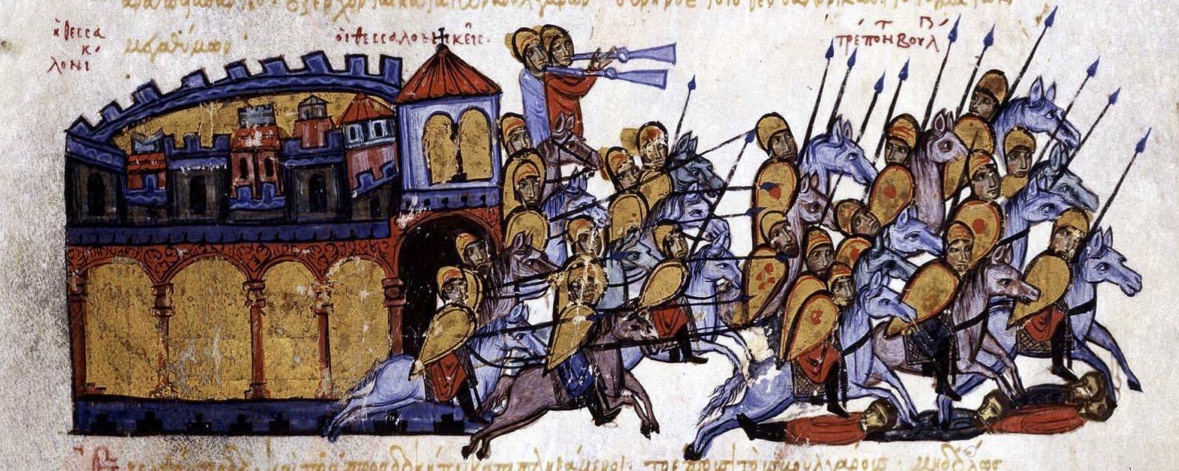
Người Thessalonica đánh bại quân đội Bulgari dưới quyền Alusian vào năm 1040.

Ở miền Bắc, áp lực của người Pecheneg lúc ban đầu đã buộc người Serb phải tìm kiếm sự che chở của Đông La Mã và thừa nhận quyền hành Đế chế. Đến năm 1040, người Serb lại nổi dậy lần nữa, cũng như người Bulgaria ở phía Tây Bulgaria và Makedonia trong cùng năm đó. Sự biến này một phần là do sưu cao thuế nặng đổ lên đầu dân Bulgaria vào thời điểm đó, nhưng cũng nhằm mục đích khôi phục lại quốc gia Bulgaria dưới sự lãnh đạo của Petar Delyan. Nghĩa quân đánh chiếm Beograd và tôn Petar lên làm "Hoàng đế Bulgaria". Nghĩa quân mau chóng tiến đánh và lấy được thành Skopje. Mikhael IV đã làm cho mọi chuyện ngày càng rối bời hơn bằng cách tước quyền chỉ huy của doux thành Dyrrhachium, vốn đang tức tốc hành quân thảo phạt Petar Delyan, buộc ông tội mưu phản. Binh sĩ dưới trướng ông, phần lớn là người Bulgaria lập tức nổi loạn, và Mikhael IV liền bị đánh đuổi ra khỏi vùng phụ cận Thessaloniki. Lúc bấy giờ thành phố Dyrrhachium đã mất vào tay phản quân, và Petar không chỉ đánh bại strategos vùng Hellas, mà hầu hết toàn quân khu (thema) Nicopolis đều ra mặt chống đối Hoàng đế cũng vì chán ghét thói tham lam vô độ của Hoạn quan Ioannes. Thế nhưng Mikhael đã trở lại với 40.000 quân vào năm 1041, nhờ sự trợ giúp của đội quân lính đánh thuê Bắc Âu bao gồm cả vị vua tương lai Harald III xứ Na Uy. Đích thân hoàng đế tập trung lực lượng tại Mosynopolis và chờ đón đánh quân Bulgaria; thành công quân sự của Đông La Mã trước hết là nhờ người Bulgaria đang trong cảnh chia rẽ nội bộ, và cuối cùng các thủ lĩnh của họ đều bị quan quân triều đình đánh bại và giải về kinh xử tử. Mikhael IV ca khúc khải hoàn trở về Constantinopolis nhưng giờ đây ông bất chợt nhận ra rằng mình không còn sống được bao lâu nữa.

### Qua đời

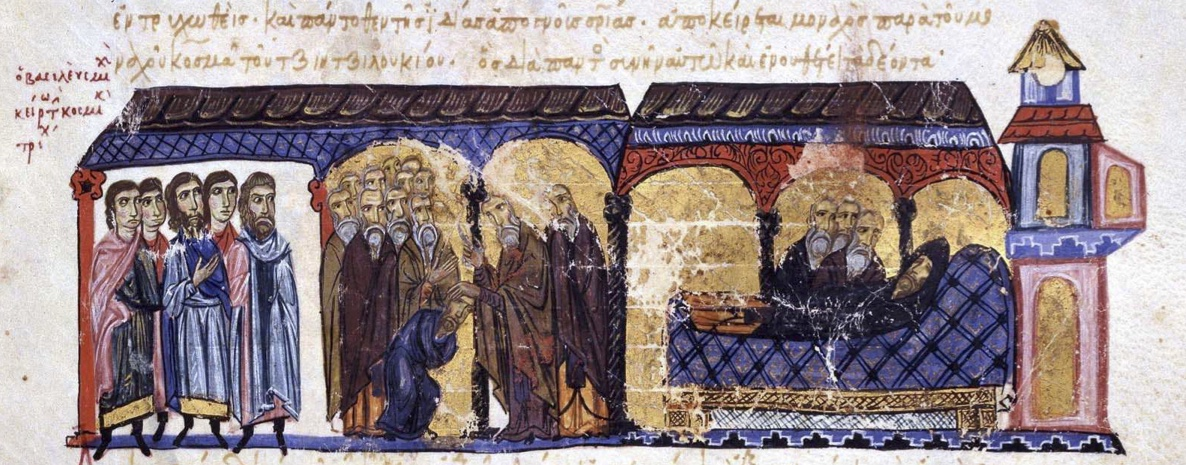
Lễ cạo đầu và cái chết của Mikhael IV, như mô tả trong quyển Madrid Skylitzes

Ngay từ năm 1038, bệnh động kinh của Mikhael đã xấu dần đến mức biến tướng thành chứng phù thũng nghiêm trọng. Ông bèn cầu xin trời đất cứu giúp mình bằng cách viếng thăm mộ Thánh Demetrius ở Thessaloniki và cho xây dựng hoặc tu bổ một loạt nhà thờ. Năm 1039, ông ban tặng tiền bạc cho mọi tu sĩ và linh mục trên khắp đế chế, và đối với bất kỳ phụ huynh nào muốn ông trở thành cha đỡ đầu cho con cái họ, nhưng không có kết quả. Hoạn quan Ioannes vì nóng lòng muốn đảm bảo quyền lực vẫn nằm trong tay mình, đã buộc Zoë phải nhận nuôi Mikhael V, con của em gái Mikhael IV. Sau khi lấy được Chức Thánh vào ngày 10 tháng 12 năm 1041 thì Mikhael IV băng hà, từ chối gặp mặt vợ mình lần cuối mà bà đã phải năn nỉ rằng bà được phép gặp ông một lần nữa trước giây phút lâm chung.

### Tư liệu chính
- Mikhael Psellos, Chronographia.

### Tư liệu phụ
- Kazhdan, Alexander, biên tập (1991), Oxford Dictionary of Byzantium, Oxford University Press, ISBN 978-0-19-504652-6
- Norwich, John Julius (1993), Byzantium: The Apogee, Penguin, ISBN 0-14-011448-3
- Canduci, Alexander (2010), Triumph & Tragedy: The Rise and Fall of Rome's Immortal Emperors, Pier 9, ISBN 978-1-74196-598-8
- Garland, Lynda, "Zoe Porphyrogenita (wife of Romanus III, Constantine IX, and Michael IV)", De Imperatoribus Romanis (2006)
- Warren Treadgold, A History of the Byzantine State and Society (Stanford University Press, 1997) ISBN 0-8047-2630-2
- George Finlay, History of the Byzantine Empire from 716 – 1057, William Blackwood & Sons, 1853
- Bài viết này bao gồm văn bản từ một ấn phẩm hiện thời trong phạm vi công cộng: Chisholm, Hugh, biên tập (1911). Encyclopædia Britannica (ấn bản thứ 11). Cambridge University Press. {{Chú thích bách khoa toàn thư}}: |title= trống hay bị thiếu (trợ giúp)